# Guerra dos Suabos

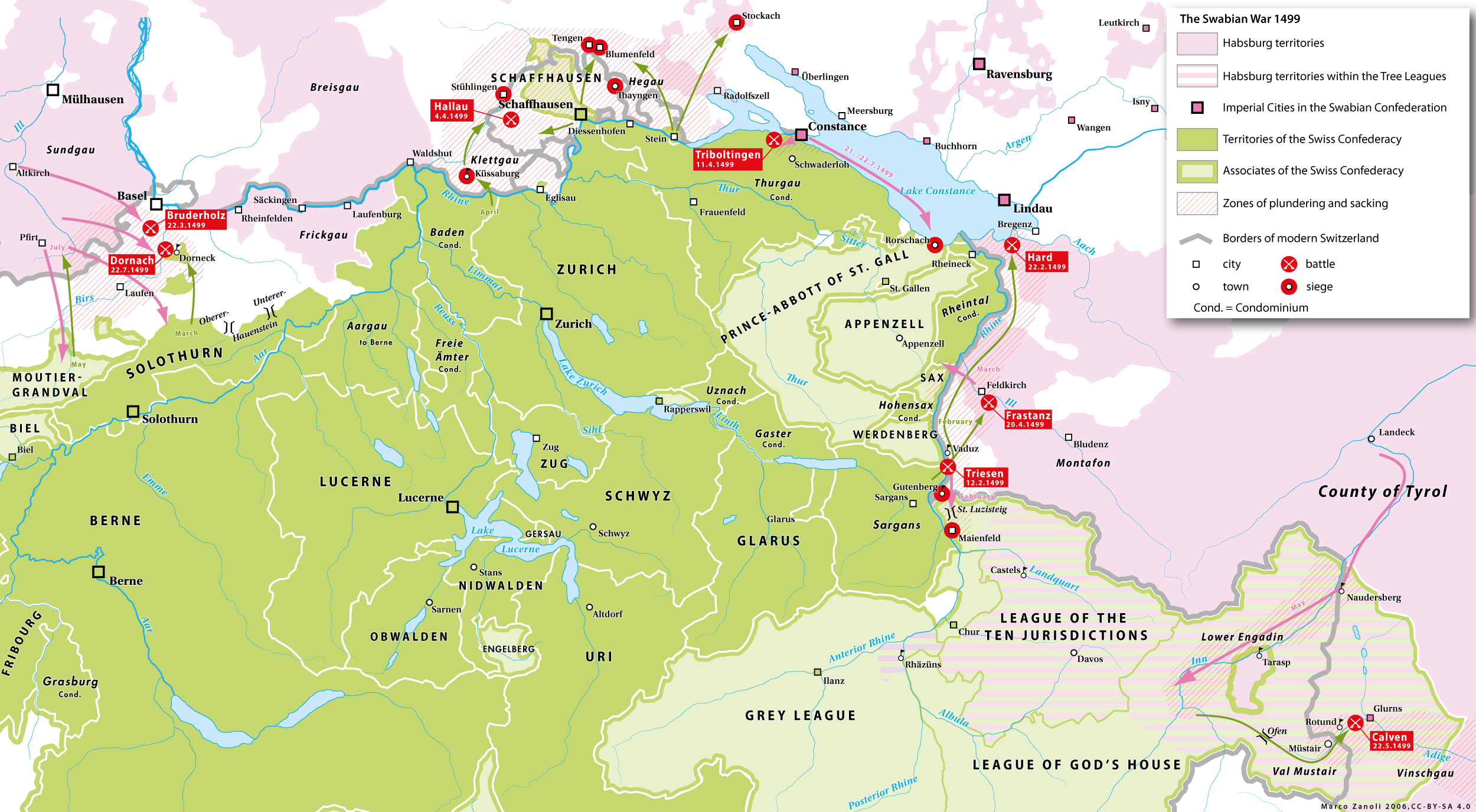
Teatro da Guerra da Suábia durante 1499

A Guerra dos Suabos ou Guerra da Suábia de 1494 (Schwabenkrieg, também chamada de Schweizerkrieg (''Guerra Suíça'') na Alemanha e 'Engadiner Krieg' (Guerra de Engadina) na Áustria foi o último grande conflito armado entre a Antiga Confederação Helvética e a Casa de Habsburgo.

## História
O que havia começado como um conflito local pelo controle do Val Müstair e da Passagem Umbrail nos Grisões logo ficou fora de controle quando ambas as partes pediram ajuda a seus aliados; os Habsburgos exigiam o apoio da Liga da Suábia e da Federação das Três Ligas dos Grisões voltando-se para a Eidgenossenschaft suíça. As hostilidades rapidamente se espalharam dos Grisões, através do vale do Reno, ao Lago Constança e até mesmo ao Sundgau, no sul da Alsácia, a parte mais a oeste dos Habsburgos na Áustria.
 

Muitas batalhas foram travadas de janeiro a julho de 1499 e, exceto em algumas escaramuças menores, os experientes soldados suíços derrotaram os exércitos da Suábia e dos Habsburgos. Após suas vitórias nas Guerras da Borgonha, os suíços colocaram tropas e comandantes preparados para combate. Do lado da Suábia, desconfiança entre os cavaleiros e seus soldados rasos, divergências entre a liderança militar e uma relutância geral em lutar uma guerra que até mesmo os condes da Suábia consideravam mais do interesse dos poderosos Habsburgos do que dos Sacro Império Romano provou ser uma desvantagem fatal. Quando seu alto comandante militar caiu na batalha de Dornach, onde os suíços obtiveram uma vitória final decisiva, o imperador Maximiliano I não teve escolha a não ser concordar com um tratado de paz assinado em 22 de setembro de 1499, na Basileia. O tratado concedeu à Confederação uma independência de longa abrangência do império. Embora a Eidgenossenschaft permanecesse oficialmente como parte do império até o Tratado de Westfália em 1648, a paz de Basileia a isentou da jurisdição imperial e dos impostos imperiais e, portanto, a reconheceu de fato como uma entidade política separada.